# Pachyschesis branchialis
Pachyschesis branchialis is een vlokreeftensoort uit de familie van de Pachyschesidae. De wetenschappelijke naam van de soort is voor het eerst geldig gepubliceerd in 1874 door Dybowsky.